# 俺の可愛いはもうすぐ消費期限!?
『俺の可愛いはもうすぐ消費期限!?』（おれのかわいいはもうすぐしょうひきげん!?）は、2022年4月16日から6月11日まで、テレビ朝日系「オシドラサタデー」枠で放送されたテレビドラマ。主演は山田涼介（Hey! Say! JUMP）。略称は「俺かわ」。番組公式ハッシュタグは「#俺かわ」。
「TVer」で地上波放送と同時に無料でリアルタイム配信（追いかけ再生対応）された。

## 概要
ラブコメドラマ『オー!マイ・ボス!恋は別冊で』や『婚姻届に判を捺しただけですが』などを手掛けたことで知られている脚本家・田辺茂範によるオリジナルストーリー。
2022年4月16日放送の第1話見逃し配信がオシドラサタデー枠史上最多の120万回再生を超えた。同年6月11日放送の最終話は最速でTVer総合ランキング1位となった。

## あらすじ
老舗酒造の長男として、裕福な家庭で自由に育った丸谷康介。一切、疑問を持たずに受け身の人生を歩んできた。とある出来事から「俺の可愛いには消費期限がある」と知り、これまでの人生が崩壊する。ずっと空想の世界の中で一人で遊ぶことを好み、理系大卒後はあまり人と関わらない商品開発部に就職した真田和泉。営業部への異動をきっかけに康介とタッグを組む。「誰かに選ばれることはない」と、恋愛経験の無い人生を歩んできた。リアルな恋愛を知らない、不器用な二人の「遅すぎる初恋」を描く大人のムズキュンラブコメディー。

## キャスト

### 弥生ビール
丸谷康介（まるや こうすけ）〈29〉
演 - 山田涼介（Hey! Say! JUMP）（幼少期：冨田一瑠、少年期：岩崎楓士）
営業1部所属の正社員。幼少の頃から人気があり、人生でずっと自分が主役であった。
真田和泉（さなだ いずみ）〈26〉
演 - 芳根京子（幼少期：奈良澪、少女期：佐藤ひなた）
商品開発部から営業1部に異動になった社員。自分は人生の脇役と思い生きてきた。恋愛経験ゼロ。
一ノ瀬圭（いちのせ けい）〈24〉
演 - 大橋和也（なにわ男子）
営業1部所属の正社員。康介の後輩。和泉の同期。
鏑木悟（かぶらぎ さとる）〈44〉
演 - 迫田孝也
営業1部所属の正社員。溺愛する康介とタッグを組む先輩。
森保莉子（もりやす りこ）〈25〉
演 - 鞘師里保
受付嬢。社内で一番人気。康介の恋人。
山室つかさ（やまむろ つかさ）〈50〉
演 - 西田尚美
営業1部部長。康介の上司。
須藤周平
演 - 津田健次郎
商品開発部チーフ。真田和泉のことを気にかけている。
堀良太
演 - 阿瀬川健太
康介の同僚。

### 謎の人物
おっさん〈59〉
演 - 古田新太
頻繁に康介の前に現れてはつきまとう。不安な気持ちに陥らせる神出鬼没な謎の多い人物。自身は30年後の未来からやってきた丸谷康介だと名乗る。

### 広告・宣伝
大原美波
演 - 上西星来
弥生ビールの新商品「夏浪漫」のイメージキャラクター。

### 丸谷酒造
丸谷路子
演 - 室井滋（特別出演）
康介の母親。
丸谷康弘
演 - 牟田浩二
康介の父親。
大久保
演 - 竹原芳子
従業員。

### ゲスト
第1話
花盛裕司
演 - 本多力（第6話）
スーパー「トクショー」本部の弥生ビール担当者。
トクショー本部長
演 - 渡辺隆（錦鯉）
中学生
演 - 三田村杏子
中学生の康介に告白されるも「顔だけだから」とふる女子中学生。
第2話
せいかつドラッグ社長
演 - きたろう（青年期：中島健）
山の中に本社があるドラッグストアチェーン「せいかつドラッグ」の社長。これでも昔は可愛かった、と営業に来た康介たちに若い頃の写真を見せる。
第4話
医師
演 - 村松利史
康介が体調不良でかかるクリニックの医師。
成島
演 - 味方良介（第7話）
弥生ビール商品開発部社員。真田和泉の教育係だったが、他社にヘッドハンティングされているところを和泉に目撃され、揉めていた。
アンミカ
演 - 本人
康介が見ているテレビ番組「徹子の部屋」のゲスト。
第5話
梨本店長
演 - 永野宗典
人気漫画「ワンブレイド」と弥生ビールの商品「夏浪漫」のコラボ缶発売イベントを開催するスーパー「フレッシュモールニシモト 橋本店」店長。商品コードの入力ミスで、イベント前日にコラボ缶が入荷していないことがわかる。
三田園薫
演 - 松岡昌宏（特別出演）
ディレクター
演 - 大村わたる
テレビ番組「うちタイムTV」のディレクター。
酒屋の店主
演 - 荒川大三朗
康介たちがコラボ缶を譲ってもらえないか頼みに行く酒屋の店主。
第6話
陶芸絵付けの先生
演 - 野川慧
第7話
大久保
演 - 竹原芳子
康介の実家の造り酒屋を昔から手伝っている女性。
第8話・最終話
山城大和
演 - 森崎ウィン（幼少期：湯田幸希、少年期：犬塚心）
和泉の双子の兄。

## スタッフ
- 脚本 - 田辺茂範
- 監督 - 新城毅彦、中前勇児、飛田一樹
- 音楽 - 井筒昭雄
- 主題歌 - Hey! Say! JUMP「恋をするんだ」（ジェイ・ストーム）[33]
- ゼネラルプロデューサー - 中川慎子（テレビ朝日）
- プロデューサー
  - テレビ朝日
峰島あゆみ
田中真由子（第3話 - ）
  - 尾花典子（ジェイ・ストーム）
  - 森田美桜（AOI Pro.）
- 制作協力 - AOI Pro.
- 制作著作 - テレビ朝日、ジェイ・ストーム

## 放送日程
| 話数   | 放送日  | サブタイトル                      | 監督     |
| ------ | ------- | --------------------------------- | -------- |
| 第1話  | 4月16日 | 可愛いの終わりは恋の始まり!?      | 新城毅彦 |
| 第2話  | 4月23日 |                                   | 新城毅彦 |
| 第3話  | 4月30日 |                                   | 中前勇児 |
| 第4話  | 5月07日 | 秘密のハグ!?手強い恋敵            | 中前勇児 |
| 第5話  | 5月14日 | キスは突然に!加速する恋           | 飛田一樹 |
| 第6話  | 5月21日 | 最初で最後のデート                | 新城毅彦 |
| 第7話  | 5月28日 | 初めてのお泊り!は実家!?           | 中前勇児 |
| 第8話  | 6月04日 | 【最終章】元カレ出現!?別れの危機! | 新城毅彦 |
| 最終話 | 6月11日 | さよなら!俺の恋と可愛い-          | 新城毅彦 |

最終回のみ、1時間スペシャルでの放送が行われることにより、放送時間が30分繰り上げの11時からとなった。

## 関連番組
「俺の可愛いはもうすぐ消費期限!?」 スタート直前! キュンを先取りSP（2022年4月9日、関東ローカル）。2022年6月30日23時59分まで『TVer』で無料見逃し配信。

## 関連配信
「最終回直前SP〜俺かわの裏側はもっと可愛かった!?～」（2022年6月5日、TELASA）

## 関連企画
スペシャル企画
- 副音声で裏かわトークを繰り広げる。
  - 第4話（5月7日放送）[40]
「いちかぶコンビ（大橋和也＆迫田孝也）」
  - 第6話（5月21日放送）[41]
「いちかぶすどトリオ（大橋和也＆迫田孝也＆津田健次郎）」

## スピンオフドラマ
『僕の可愛いはまだまだ発展途上!?』（ぼくのかわいいはまだまだはってんとじょう!?）が動画配信サービス「TELASA」で独占配信されている。主演は大橋和也（なにわ男子）。

### あらすじ（スピンオフドラマ）
関西支社より東京本社に異動する若手営業マン一ノ瀬圭の上京物語。慣れない環境での仕事に悪戦苦闘する日々を過ごしていたある日、女優を夢見て上京し奮闘していた高校の時の恋人と運命的な再会をし、それをきっかけに...。

### キャスト（スピンオフドラマ）
- 一ノ瀬圭 - 大橋和也（なにわ男子）
- 大原美波 - 上西星来
- 鏑木悟 - 迫田孝也
- 山室つかさ - 西田尚美
- 須藤周平 - 津田健次郎
- 真田和泉 - 芳根京子（特別出演）

### スタッフ（スピンオフドラマ）
- 脚本 - 内平未央[44]
- 監督 - 中村圭良
- ゼネラルプロデューサー - 中川慎子（テレビ朝日）
- プロデューサー - 峰島あゆみ（テレビ朝日）、尾花典子（ジェイ・ストーム）、森田美桜（AOI Pro.）
- 制作協力 - AOI Pro.
- 制作著作 - テレビ朝日、ジェイ・ストーム

### 配信日程（スピンオフドラマ）
| 話数   | 配信日  |
| ------ | ------- |
| 第1話  | 5月15日 |
| 第2話  | 5月22日 |
| 最終話 | 5月29日 |

## 映像ソフト

### DVD・Blu-ray
| リリース日     | タイトル                       | 規格        | レーベル | 規格品番   | 封入特典     | 映像                                                             |
| -------------- | ------------------------------ | ----------- | -------- | ---------- | ------------ | ---------------------------------------------------------------- |
| 2022年12月21日 | 俺の可愛いはもうすぐ消費期限!? | DVD-BOX     | vap      | VPBX-15767 | ブックレット | 本編Disc3枚+特典Disc1枚 メイキング+制作発表記者会見+PRスポット等 |
| 2022年12月21日 | 俺の可愛いはもうすぐ消費期限!? | Blu-ray BOX | vap      | VPXX-75172 | ブックレット | 本編Disc3枚+特典Disc1枚 メイキング+制作発表記者会見+PRスポット等 |